# Rhopalorhynchus gracillimus
Rhopalorhynchus gracillimus är en havsspindelart som beskrevs av Carpenter, G.H. 1907. Rhopalorhynchus gracillimus ingår i släktet Rhopalorhynchus och familjen Colossendeidae. Inga underarter finns listade i Catalogue of Life.